# Річард Джордан Гатлінг
Річа́рд Джо́рдан Га́тлінг (англ. Richard Jordan Gatling; 12 вересня 1818 — 26 лютого 1903) — американський винахідник, конструктор зброї, винахідник першої вдалої моделі кулемета — гармати Гатлінга (англ. Gatling gun).

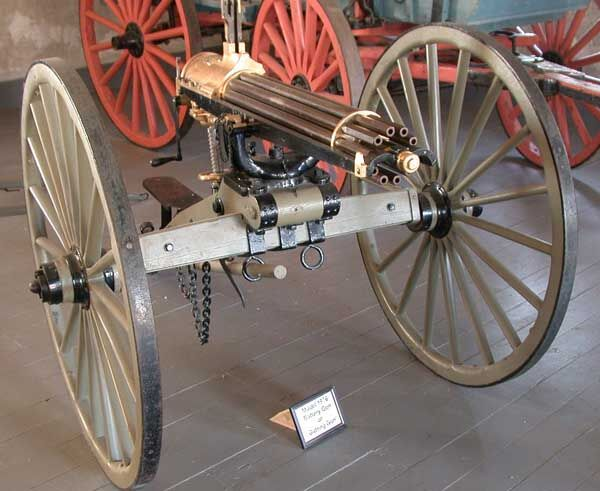
Гармата Гатлінга у Форт-Ларамі

Син фермера і відомого винахідника Джордана Гатлінга, Річард народився в графстві Хертфорд штату Північна Кароліна.
1839 р. у 21-річному віці Річард Гатлінг винайшов гребний гвинт для пароплава, але запізнився з патентуванням — за кілька днів перед ним в патентне бюро з подібним винаходом прийшов винахідник Джон Ерікссон. Після цієї невдачі Річард працював рибалкою, клерком в суді, вчителем, власником магазину. Ведучи справи в магазині, він знаходив час на винаходи і 1843 р. винайшов молотарку для пшениці («пшеничний дриль» — англ. wheat drill) і розпочав її виробництво. Молотарка сподобалася фермерам і до 1845 Гатлінг заробив на ній достатньо, щоб дозволити собі жити тільки за рахунок продажу молотарки.
В 1846 році після того, як він і його сестри перехворіли віспою, Гатлінг вирішив вивчати медицину. Через чотири роки він закінчив Огайський медичний коледж, проте практикуючим лікарем не став, повернувшись до улюбленого винахідництва.